# Tordai Péter
Tordai Péter (Nyíregyháza, 1948. január 7. – Budapest, 2025. február 1.) magyar kereskedő, 1999 és 2003 között a Magyarországi Zsidó Hitközségek Szövetségének elnöke.

## Élete
Zsidó családban született. Rokonainak egy része üldözést szenvedett a holokauszt alatt. Általános iskolai tanulmányait követően elektrolakatos szakiskolát végzett, majd a Budapesti Élelmiszeripari Főiskolán tanult tovább. 
Az 1960-as évektől kezdett komolyabban foglalkozni zsidóságával: Budapesten ismerkedett meg a Scheiber-féle Rabbiszemináriummal is, és 1973-ban zsidó vallású nőt vett el feleségül. A főiskola befejezése után tanársegéd lett, de végül otthagyva a tudományos életet, kereskedéssel kezdett el foglalkozni.
1999 és 2003 között a Magyarországi Zsidó Hitközségek Szövetségének elnöki tisztségét viselte.